# Barnsley Football Club
El Barnsley Football Club és un club de futbol anglès, de la ciutat de Barnsley, a South Yorkshire. Va ser fundat el 1887 i actualment juga a la Football League Championship, la segona categoria anglesa.

## Història
El Barnsley va ser fundat el 1887 amb el nom de Barnsley St. Peter's. El major èxit del club va ser el 24 d'abril de 1912, quan van derrotar per 1-0 al West Bromwich Albion i van guanyar la Copa d'Anglaterra. També havien disputat la final el 1910, però van perdre contra el Newcastle United.
La major satisfacció recent va ser ascendir a la Premier League el 1997. Tanmateix, van perdre la categoria l'any següent.
La temporada 2001-2002 van descendir a Segona Divisió.
El 2008, Barnsley va guanyar a dos grans clubs d'Anglaterra; el Liverpool F.C. i el Chelsea F.C., deixant-los fora de la FA Cup i la qual cosa va significar un gran mèrit per al club. Actualment juguen a la League One.

## Palmarès

### Torneigs nacionals
- Copa d'Anglaterra (1): 1911-12
- Football League Third Division North (3): 1933-34, 1938-39, 1954-55